# Alessandro Stradella
Alessandro Stradella (ur. 3 kwietnia 1639 w Nepi, zm. 25 lutego 1682 w Genui (zamordowany) – włoski kompozytor operowy epoki środkowego baroku. Odniósł sukces jako wolny kompozytor, piszący na zamówienie, współpracujący z poetami. Pozostawił ponad trzysta utworów różnych gatunków.

## Życiorys
Pochodził z rodziny arystokratycznej. Jego ojciec, Marcus Antonio Stradella z Piacenzy, był w latach 1642–1643 gubernatorem Vignoli. Brat Francesco wstąpił do zakonu augustianów i cieszył się przychylnością rodu d’Este.
Nieznane są szczegóły dotyczące jego wykształcenia muzycznego. Studiował w Bolonii, lecz nie wiadomo u kogo. Według niektórych źródeł, w roku 1659 wstąpił na służbę u królowej Krystyny Szwedzkiej, która od 1655 przebywała we Włoszech. Pierwszy zachowany utwór, którego autorstwo Stradelli nie budzi wątpliwości, pochodzi z roku 1672 – jest to prolog do opery Antonio Cestiego, La Dori at Rome.
W roku 1667 Stradella osiadł w Rzymie, gdzie z jednej strony komponował opery, oratoria i muzykę kościelną, a z drugiej zasłynął rozwiązłym stylem życia. Wspólnie z Carlem Ambrogiem Lonatim próbował sprzeniewierzyć pieniądze kościelne, co zostało wykryte. Z tego powodu zmuszono go do opuszczenia Rzymu. Kiedy wrócił, z powodu afer miłosnych wzbudził nieprzyjaźń u wpływowych osobistości miasta, więc nie pozostało mu nic innego, jak pod naciskiem kardynała Alderana Cibo na zawsze opuścić Rzym.
W roku 1677 udał się do Wenecji, gdzie został nauczycielem muzyki Agnese Van Uffele, faworyty wpływowego szlachcica weneckiego, Alvisego Contariniego. Wkrótce został jej kochankiem. Gdy wyszło to na jaw, uciekł z nią do Turynu. Contarini domagał się, by kochankowie się pobrali lub by Uffele została zakonnicą. Wybrali to pierwsze i wzięli ślub 10 października 1677. Jednak po podpisaniu kontraktu ślubnego i wyjściu z klasztoru Stradella został zaatakowany od tyłu przez dwóch płatnych morderców, którzy zostali wynajęci przez Contariniego. W rezultacie został poważnie zraniony. Napastnicy pozostawili go na ulicy, sądząc, iż nie żyje. Zamachowcy poprosili o azyl u ambasadora Francji. Ponieważ udział Contariniego wyszedł na jaw, spowodowało to interwencję księżnej Marii Joanny Sabaudzkiej-Nemours, regentki Sabaudii, u króla Ludwika XIV; sprawa stała się przedmiotem negocjacji między dworami.
W 1678 Stradella uciekł do Genui. Odnosił tam sukcesy jako kompozytor oper i kantat, pisząc muzykę dla lokalnej szlachty i Theatro Falconi. Lecz historie z Rzymu i Wenecji się powtarzały. Został zasztyletowany 25 lutego 1682 na Piazza Bianchi w Genui przez trzech braci Lomellini, których siostrę uwiódł. Ciało pogrzebano w kościele Santa Maria delle Vigne.

## Dzieło
Stradella był popularnym i wpływowym kompozytorem. Jego sławę przyćmili dopiero w następnym stuleciu kompozytorzy późnego baroku, jak Arcangelo Corelli, Antonio Vivaldi i inni. Niektóre z jego utworów zostały wykorzystane przez Georga Friedricha Händla, na przykład w oratorium Izrael w Egipcie.
Stradella napisał co najmniej sześć oper barokowych, w tym pełnowymiarową operę komiczną Il Trespolo tutore. Napisał także ponad 170 kantat, co najmniej jedną na podstawie poematu Sebastiana Baldini, oraz sześć oratoriów.
Obok licznych oper i oratoriów, które były w swoim czasie niezwykle popularne, wielkie znaczenie ma jego muzyka instrumentalna. Był prekursorem typowej barokowej formy concerto grosso. Zachowało się 27 jego utworów instrumentalnych (przeważnie w formie sonaty da chiesa), a wśród nich pierwsza znana kompozycja w formie concerto grosso, Sonate di viole. Gdy Corelli jako pierwszy zaczął publikować swoje utwory z op. 6 pod tytułem Concerto grosso, Stradella wyraźnie użył tej formy wcześniej. Ponieważ obaj się znali, bezpośredni wpływ jest prawdopodobny.
Znany utwór wokalny pod tytułem Aria da chiesa (Aria kościelna) do tekstu Pietà, Signore (Panie, zmiłuj się), przypisywany Stradelli i często wykonywany podczas koncertów i liturgii, w rzeczywistości został napisany przez kompozytora francuskiego Louisa Niedermeyera (1802–1861).

## Pełna lista kompozycji Alessandro Stradelli
W porządku alfabetycznym – według numeracji katalogu Gianturco-McCrickard.

### Kantaty na głos solo ibasso continuo
- 1 – A che vale il sospirar (S, bc)
- 2 – A difender le mura dell'antica Sionne (S, bc)
- 3 – Agli assalti del cieco volante (C, bc)
- 4 – Amor, io son contento, né vuo' gusto maggiore (S, bc)
- 5 – Amorose mie catene, non vi chiedo libertà (S, bc)
- 6 – A' piè d'annoso pino (S, bc)
- 7 – A quel candido foglio (S, bc)
- 8 – Arrest'il piè fugace (S, bc)
- 9 – Aure, voi che spirate (S, bc)
- 10 – Bella bocca, taci, taci (S, bc)
- 11 – Ben è vile quel core (S, bc)
- 12 – Che più speri, mio cor (S, bc)
- 13 – Che vuoi più da me, Fortuna? (S, bc)
- 14 – Chi dà fede alla speranza (S, bc)
- 15 – Chi non sa che la bellezza (S, bc)
- 16 – Chi non sa che la costanza (S, bc)
- 17 – Ch'io nasconda il mio foco (S, bc)
- 18 – Ch'io non ami, oh, questo no! (S, bc)
- 19 – Congiurati a fiera guerra (C, bc)
- 20 – Con un cor tutto pianti (S, bc)
- 21 – Costanza, mio core, resisti se puoi (S, bc)
- 22 – Crudi ferri, empi marmi (S, bc)
- 23 – Dai legami amorosi (S, bc)
- 24 – Dal guardo lusinghiero (S, bc)
- 25 – Dalle sponde del Tebro (B, bc)
- 26 – Da mille pene a mille (S, bc)
- 27 – Da una beltà superba (S, bc)
- 28 – Deggio penar così (S, bc)
- 29 – Difendetemi, pensieri, dagli influssi (S, bc)
- 30 – Disperata rimembranza, lascia omai (S, bc)
- 31 – Dopo aver soggiogato tutti i regni (T, bc)
- 32 – Dopo incessante corso di lagrimoso umore (S, bc)
- 33 – Dove aggiri, mia vita (S, bc)
- 34 – Dove gite, o pensier? (S, bc)
- 35 – Dove il Tebro famoso fa degli argentei flutti (S, bc)
- 36 – Dove l'ali spiegate, ove indirizzate il volo (S, bc)
- 37 – Ecco che già nell'Asia (S, bc)
- 38 – Eccomi accinto, o bella (Br, bc)
- 39 – Empio Amor, tiranno arciero (S, bc)
- 40 – Eppur sempre a' miei desiri (S, bc)
- 41 – Ferma, ferma, ferma il corso (S, bc)
- 42 – Fermatevi, o bei lumi (S, bc)
- 43 – Figli, amici, Agrippina (S, bc)
- 44 – Figli del mio cordoglio (S, bc)
- 45 – Forsennato pensier, che far poss'io (S, bc)
- 46 – Fuor della Stigia sponda (S, bc)
- 47 – Genuflesso a tue piante (S, bc)
- 48 – Già languiva la notte (S, bc)
- 49 – Già le spade nemiche del trionfante Augusto (B, bc)
- 50 – Giunto vivo alla tomba (S, bc)
- 51 – Il destin vuol ch'io pianga (S, bc)
- 52 – Il mar gira ne' fiumi (S, bc)
- 53 – Il penare per te, bella, m'è caro (S, bc)
- 54 – Il più misero amante ch'in amorosa fiamma (S, bc)
- 55 – Il più tenero affetto che mai destasse Amore (S, bc)
- 56 – In quel sol che in grembo al Tago (S, bc)
- 57 – In sì lontano lido a che dunque m'aggiro (S, bc)
- 58 – Io che lasciato fui più che dagl'occhi altrui (S, bc)
- 59 – Io non vuo' più star così (S, bc)
- 60 – Io vi miro, luci belle (S, bc)
- 61 – L'anima incenerita ai rai del mio bel sole (S, bc)
- 62 – La speranza del mio core sol voi siete (S, bc)
- 63 – L'avete fatta a me (S, bc)
- 64 – Lontananza e gelosia son tormenti (S, bc)
- 65 – Mentre d'auree facelle adornavan le stelle (S, bc)
- 66 – M'è venuto a fastidio lo sperare (S, liuto?, bc)
- 67 – Noiosi pensieri, fuggite dal seno (S, bc)
- 68 – Non avea il sole ancora dall'algosa magion (S, bc)
- 69 – Non disserrate ancora avea le porte d'oro (S, bc)
- 70 – Non me ne fate tante (B, bc)
- 71 – Non mi curo di fedeltà (B, bc)
- 72 – Non più piaghe al mio cor (C, bc)
- 73 – Non sei contento ancora, o dispietato arciero (S, bc)
- 74 – Non si creda alla fortuna (S, bc)
- 75 – Non sperar, beltà lusinghiera (S, bc)
- 76 – Ombre, voi che celate dell'etra i rai (S, bc)
- 77 – O mio cor, quanto t'inganni (S, bc)
- 78 – Or che siam soli, Amore (C, bc)
- 79 – Per molti anni è stato occulto (S, bc)
- 80 – Per pietà, qualche pietà (S, bc)
- 81 – Piangete, occhi, piangete lungi da me (S, bc)
- 82 – Pietà di Belisario, cieco, ramingo (T, bc)
- 83 – Presso un rivo ch'avea d'argentato cristal (Ms, bc)
- 84 – Pria di punir, crudele, chi mai sempre t'amò (S, bc)
- 85 – Privo delle sue luci (S, bc)
- 86 – Qual di cieca passione (S, bc)
- 87 – Quando mai vi stancherete (S, bc)
- 88 – Quando stanco dal corso (S, bc)
- 89 – Sciogliete pur, sciogliete i vostri accenti (S, bc)
- 90 – Scorrea lassù negli stellati campi (S, bc)
- 91 – Se Nerone lo vuole, se lo soffron gli dei (S, bc)
- 92 – Se Neron pur mi vuole morto (B, bc)
- 93 – Se non parti, o Gelosia (S, bc)
- 94 – Se t'ama Filli, o cor (S, bc)
- 95 – Si, ch'io temo e non disamo (S, bc)
- 96 – Si salvi chi può, vacillan le sfere (S, bc)
- 97 – Soccorso, olà, Cupido (S, bc)
- 98 – Soffro misero e taccio (S, bc)
- 99 – Solca il mar da rie tempeste (S, bc)
- 100 – Solcava incauto il legno (S, bc)
- 101 – Son gradito, e pur m'affanno (S, bc)
- 102 – Sono in dubbio d'amar (S, bc)
- 103 – Son principe, son re (S, bc)
- 104 – Sopra candido foglio, nuncio delle mie pene (S, bc)
- 105 – Sopra tutte l'altre belle (S, bc)
- 106 – Sopra un'eccelsa torre cui le nubi del ciel (B, bc)
- 107 – Sotto l'aura d'una speme (S, bc)
- 108 – Sotto vedovo cielo, privo de' rai (S, bc)
- 109 – Sprezzata mi credei, ma non tradita (S, bc)
- 110 – Stanco dalla speranza d sognante pensier (S, bc)
- 111 – Stelle, non mi tradite (S, bc)
- 112 – Stelle sorde al mio pianto (S, bc)
- 113 – Tante perle non versa l'Aurora (S, liuto?, bc)
- 114 – Tiranno di mia fé d'affetto ignudo (S, bc)
- 115 – Tradito mio core, non pianger (C, bc)
- 116 – Troppo oppressa dal sonno nel suo letto (S, bc)
- 117 – Tu partisti, crudel, e mi lasciasti (C, bc)
- 118 – Udite, amanti, un prodigio novello (S, bc)
- 119 – Un editto l'altro dì in Parnaso (S, bc)
- 120 – Un Mongibello ardente di mille fiamme (S, bc)
- 121 – Vaganti pensieri, il volo arrestate (S, bc)
- 122 – Vaghe calme, io non vi credo (S, bc)
- 123 – Vincesti, vincesti o ciel (S, bc)
- 124 – Voi siete sventurate, amorose mie pene (S, bc)
- 125 – Voi volete il mio cor (S, bc)
- 126 – Ora già l'alba in cielo (C, bc)
- 127 – Un che soffre il rivale (S, bc)
- 128 – Dove, dove fuggisti (S, bc)

### Kantaty świeckie na dwa głosy i basso continuo
- 1 – A dispetto della sorte (S, Br, bc)
- 2 – Baldanzosa una bellezza (S, C, bc)
- 3 – Chi dirà che nel veleno (S, B, bc)
- 4 – Con mesto ciglio e dolorosi accenti (S, S eco, bc)
- 5 – Fra quest'ombre io cerco il mio sole (S, C, bc)
- 6 – In grembo all'obio sommerger l'ardore (S, S, bc)
- 7 – Io rimango stordito sol in veder (S, B, bc)
- 8 – Piangete, occhi dolenti, piangete (S, Br, bc)
- 9 – Quel tuo petto di diamante (S, B, bc)
- 10 – Son pur dolci le ferite (S, S, bc)

### Kantaty świeckie na trzy głosy i basso continuo
- 1 – Che speranza aver si può (S, S, B, bc)
- 2 – Di tal tempra è la ferita (C, T, B, bc)
- 3 – L'avviso al Tebro giunto (S, S, B, bc)
- 4 – Lilla mia, su queste sponde (S, S, B, bc)

### Kantaty świeckie z akompaniamentem instrumentalnym
- 1 – Arsi già d'una fiamma
- 2 – Chi resiste al dio bandato
- 3 – Ecco Amore ch'altero risplende
- 4 – Furie del nero Tartaro
- 5 – Il barcheggio (1680) – pierwsze wykonanie w Genui, dla małżeństwa Carlo Spinola i Paola Brignole, 19 czerwca 1681
- 6 – La forza delle stelle / Il Demone (wersja w składzie S, S, S, S, C, T, B)
- 7 – La forza delle stelle / Il Demone (wersja w składzie S, S, C, T, B)
- 8 – Infinite son le pene
- 9 – L'accademia d'Amore
- 10 – La Circe "Bei ruscelli cristallini"
- 11 – La Circe "Se desio curioso il cor v'ingombra"
- 12 – Lasciate ch'io respiri
- 13 – Lo schiavo liberato
- 14 – Misero amante, a che mi vale
- 15 – Or ch'alla dea notturna
- 16 – Per tua vaga beltade
- 17 – Qual prodigio è ch'io miri?
- 18 – Qui dove fa soggiorno
- 19 – Sciogliete in dolci nodi
- 20 – Se del pianeta ardente
- 21 – Solitudine amata della pace
- 22 – Il duello / Vola, vola in altri petti

### Kantaty religijne
- 1 – Ah! troppo è ver (Sacra)
- 2 – Alle selve, agli studi (Morale)
- 3 – Apre l'uomo infelice (Morale)
- 4 – Crudo mar di fiamme orribili (Sacra)
- 5 – Da cuspide ferrate (Sacra)
- 6 – Dalla Tessala sponda scese d'Argo la prora (Morale)
- 7 – Esule delle sfere (Sacra)
- 8 – Mortali, che sarà (Morale)
- 9 – Quando sembra che nuoti (Morale)
- 10 – S'apra al riso ogni labbro (Sacra)
- 11 – Voi ch'avaro desio nel sen nudrite (Morale)
- 12 – Folle è ben chi si dà vanto (Morale)

### Opery
- 1 – Il Corispero (niekompletna; ok. 1677)
- 2 – Il Trespolo tutore – commedia per musica w 3 aktach, libretto Giovanni Cosimo Villifranchi, prawykonanie: Teatro Falcone w Genui (30 lub 31 stycznia 1679)
- 3 – La forza dell'amor paterno – prawykonanie: Teatro Falcone w Genui (10 listopada 1678)
- 4 – Le gare dell'amor eroico
- 5 – Moro per amore (1681)

### Prologi
- 1 – Aita, numi, aita
- 2 – Che nuove? / Oh, ragionevoli
- 3 – Con meste luci
- 4 – Dal luminoso impero
- 5 – Dormi, Titone, addio
- 6 – E dovrò dunque in solitaria stanza
- 7 – Fermate, omai, fermate
- 8 – Lasciai di Cipro il soglio
- 9 – O di Cocito oscure deità (1668)
- 10 – Questo è il giorno prefisso
- 11 – Reggetemi, non posso più

### Intermezzi
- 1 – Amanti, che credete? (S, S, C, T, bc)
- 2 – Che fai, Dorilla mia? (S, S, 2 vl, bc)
- 3 – Chi me l'avesse ditto (C, T, T, B, bc)
- 4 – Chi mi conoscerà (S, S, B, bc)
- 5 – La ruina del mondo (S, B, bc)
- 6 – Oh, ve' che figuracce! (C, B, bc)
- 7 – Soccorso, aita, ohimè (S, S, 2 vl, bc)
- 8 – Su, miei fiati canori (S, bc)
- 9 – Su su, si stampino (S, A, T, Br, B, 2 vl, bc)

### Commedia per musica
- 1 – Il Biante (S, S, C, C, B, B, 2 vl, tr, bc)

### Oratoria
- 1 – Ester liberatrice del popolo ebreo (S, S, C, Br, B, bc)
- 2 – La Susanna (S, S, C, T, B, 2 vl, bc con tiorba) – (1681)
- 3 – San Giovanni Battista (Roma, 1675)
- 4 – San Giovanni Chrisostomo (S, S, C, T, B, bc)
- 5 – Santa Editta, vergine e monaca, regina d'Inghilterra (S, S, C, T, B, bc)
- 6 – Santa Pelagia (pubblicato a Modena nel 1688)

### Arie, duety, tercety koncertowe
Arie
- 1 – Adorata libertà, dal mio core non partite (S, bc)
- 2 – Al rigor di due tiranni (S, bc)
- 3 – Avete torto, occhi miei cari (S, bc)
- 4 – Avrò pur d'aspettar più? (S, bc)
- 5 – Begl'occhi, il vostro piangere (S, bc)
- 6 – Bel tempo, addio, son fatto amante (S, bc)
- 7 – Cara e dolce libertà (S, bc)
- 8 – Che mi giovan le vittorie (Br, 2 vl, bc)
- 9 – Chi avesse visto un core (S, bc)
- 10 – Chi mi disse che Amor dà tormento (Ms, bc)
- 11 – Chi non porta amor nel petto (S, bc)
- 12 – Chi vuol libero il suo piè (S, bc)
- 13 – Da Filinda aver chi può (S, bc)
- 14 – Deh, frenate i furori (B, bc)
- 15 – Deh, vola, o desio (S, bc)
- 16 – Delizie, contenti (Br, 2 vl, bc)
- 17 – Dell'ardore ch'il core distempra (S, bc)
- 18 – Destatevi, o sensi, risvegliati, onore (S, 2 vl, bc)
- 19 – Dormite, occhi, dormite (Br, vl, bc)
- 20 – È pazzie innamorarsi (S, bc)
- 21 – Fedeltà sinché spirto in petto avrò (S, bc)
- 22 – Il mio cor ch'è infelicissimo (S, bc)
- 23 – Il mio core per voi, luci belle (S, bc)
- 24 – Le luci vezzose volgetemi, o Clori (S, bc)
- 25 – Mio cor, che si fa? (S, bc)
- 26 – Non fia mai, ah no, ch'io speri (S, bc)
- 27 – Ogni sguardo che tu scocchi (S, bc)
- 28 – Parti, fuggi dal mio seno (S, bc)
- 29 – Pensier ostinato (S, bc)
- 30 – Pria di scior quel dolce nodo (B, bc)
- 31 – Quanto è bella la mia stella (S, bc)
- 32 – S'Amor m'annoda il piede (S, bc)
- 33 – Se di gioie m'alletta il sereno (S, bc)
- 34 – Speranze smarrite (C, 2 vl, bc)
- 35 – Ti lascerò e a poco a poco (S, bc)
- 36 – Torna, Amor, dammi il mio bene (S, bc)

Duety
- 1 – Ahi, che posar non puote (S, B, bc)
- 2 – Ardo, sospiro e piango (S, Br, bc)
- 3 – Aure fresche, aure volanti (Ms, vl, bc)
- 4 – Care labbra che d'amore (S, B, bc)
- 5 – Dietro l'orme che l'amore (S, B, bc)
- 6 – Fulmini, quanto sa quel sembiante severo/lusinghiero (S, B, bc)
- 7 – La bellissima/dolcissima speranza che nutrisce (S, B, bc)
- 8 – Me ne farete tanto che più non soffrirò (S, B, bc)
- 9 – Non si muove onda in fiume (S, B, bc)
- 10 – Occhi belli, e che sarà (S, S, bc)
- 11 – Pazienza, finirà l'influenza (T, B; bc)
- 12 – Sarà ver ch'io mai disciolga (S, B, bc)
- 13 – Si/No, quella tu sei che il mio cor sempre adora (S, B, bc)

Tercet
- 1 – Trionfate, invitti colli (S, S, B, 2vl, bc)

### Madrygały
- 1 – Clori, son fido amante (S, S, C, t, bc ad lib)
- 2 – Colpo de' bei vostr'occhi (S, S, C, B, bc)
- 3 – È pur giunta, mia vita (S, C, T, bc)
- 4 – Feritevi, ferite viperette mordaci (S, S, B, bc)
- 5 – Piangete, occhi dolenti (S, S, C, T, B, bc)
- 6 – Pupillette amorose (S, S, Ms, C, T)
- 7 – Sperai nella partita (S, S, B, bc)
- 8 – Tirsi un giorno piangea (S, S, Ms, C, T, bc ad lib?)

### Muzyka religijna z tekstem łacińskim
Muzyka liturgiczna
- 1 – Ave, regina coelorum (S, C, bc)
- 2 – Benedictus dominus Deus (S, C, bc)
- 3 – Tantum ergo sacramentum (S, C, bc)
- 4 – Vau: Et egressus est a fillia Sion (C, bc)

Muzyka pozaliturgiczna (Mottetti)
- 1 – Care Jesu suavissime (S, C, 2 vl, bc)
- 2 – Cavocamini, congregamini (S, S, S ripieno, C, T, B, 2 vl, bc)
- 3 – Dixit angelis suis iratus Deus (S, bc)
- 4 – Exultate in Deo, fideles (B, 2 vl, bc)
- 5 – In tribolationibus, in angustiis (S, S, C, T, B, 2 vl, bc)
- 6 – Locutus est Dominus de nube ignis (S, 2 vl, bc)
- 7 – Nascere virgo potens (S, S, B, bc)
- 8 – Oh maiestas aeterna (S, S, bc)
- 9 – O vos omnes, qui transitis (C, 2 vl, bc)
- 10 – Plaudite vocibus (S, bc)
- 11 – Pugna, ceramen, militia est vita (S, C, T, B, con: 2 vl, bc; cg: vl, vla-C, vla-T, bc)
- 12 – Sinite lacrimari, sinite lamentari (S, S, B, 2 vl, bc)
- 13 – Sisite sidera, coeli motus otiamini (S, 2 vl, bc)
- 14 – Surge, cor meum (S, bc)

### Muzyka instrumentalna
Sonaty na skrzypce i basso continuo
- 1 – Sonata in Re maggiore (vl, bc)
- 2 – Sonata in Re maggiore (vl, bc)
- 3 – Sonata in Re minore (vl, bc)
- 4 – Sonata in Re minore (vl, bc)
- 5 – Sonata in Mi minore (vl, bc)
- 6 – Sonata in Fa maggiore (vl, bc)
- 7 – Sonata in Fa maggiore (vl, bc)
- 8 – Sonata in Fa maggiore (vl, bc)
- 9 – Sonata in Sol maggiore (vl, bc)
- 10 – Sonata in La minore (vl, bc)
- 11 – Sonata in La minore (vl, bc)
- 12 – Sonata in La minore (vl, bc)

Sonate a due
- 1 – Sonata in Re minore (vl, liuto/vlc?, bc)
- 2 – Sonata in Si bemolle maggiore (vl, liuto/vlc?, bc)

Sonate a tre
- 1 – Sonata in Do maggiore (2 vl, bc)
- 2 – Sonata in Re maggiore (2 vl, bc)
- 3 – Sonata in Re maggiore (2 vl, bc)
- 4 – Sonata in Re maggiore (2 vl, bc)
- 5 – Sonata in Fa maggiore (2 vl, bc)
- 6 – Sonata in Fa maggiore (2 vl, bc)
- 7 – Sonata in Sol maggiore (2 vl, bc)
- 8 – Sonata in La minore (2 vl, bc)
- 9 – Sonata in La minore (2 vl, bc)

Sonaty na duże składy
- 1 – Sonata in Re maggiore (chór 1: 2 vl, bc; chór 2: 2 cornetti, bc)
- 2 – Sonata di viole in Re maggiore (con: 2 vl, bc incl. liuto; cg: vl, vla-C, vla-T, bc)
- 3 – Sonata a otto viole con una tromba in Re maggiore (tr; coro 1: vl, vla-Mez, vla-C, bc; coro 2: vl, vla-Mez, vla-C, bc; bc "si placet")

Muzyka na instrumenty klawiszowe
- 1 – Toccata in La minore

### Utwory zaginione
- 1 – Ad arma volate (motet)
- 2 – Doriclea (opera)
- 3 – Ecco il petto (aria lub kantata)
- 4 – Expungnate, debellate (motet)
- 5 – Mentre in un dolce (aria lub kantata)
- 6 – Messa a otto
- 7 – Non ci pensate mai (kantata)
- 8 – Non è al certo vanità (aria lub kantata)
- 9 – Oratorio (z tekstem łacińskim)
- 10 – Riderete in verità (aria lub kantata)
- 11 – Santa Caterina (oratorium)
- 12 – Sinfonie a 5 (zbiór)
- 13 – Sinfonie per archi e liuto (zbiór)
- 14 – Sonate da Cimbalo, et organo (zbiór)
- 15 – Tantum ergo a 4 (hymn)
- 16 – Toccate da Cimbalo (zbiór)

### Inne dzieła o bardzo wątpliwym autorstwie
- Vola, vola in altri petti (cantata d'amore)
- Amanti, olà, olà! (accademia d'amore a cinque voci)
- Chi resiste al Dio bendato (serenata a tre voci)

Legenda:
- S = Soprano
- Ms – Mezzosoprano
- C = Contralto
- A = Alto (contralto)
- T = Tenore
- Br = Baritono
- B = Basso
- vl = violino
- vla = viola
- vlc = violoncello
- bc = Basso continuo

## Prawykonania
| Tytuł                                          | Gatunek                                                                    | Librecista                                     | Miejsce i data pierwszego wykonania            |  |
| ---------------------------------------------- | -------------------------------------------------------------------------- | ---------------------------------------------- | ---------------------------------------------- |  |
| La Laurinda ovvero Il Biante                   | muzyka sceniczna                                                           | Filippo Acciaiuoli o Giovanni Andrea Lorenzini | Teatro di Palazzo Colonna, Rzym, 5 lutego 1671 |  |
| La Dori o vero La schiava fedele               | dramma per musica, 1 prolog i 3 akty, Antonio Cesti i Alessandro Stradella | Giovanni Filippo Apolloni                      | Teatro di Tordinona, Rzym, 31 grudnia1671      |  |
| Oh, ve' che figuracce!                         | intermezzo                                                                 | Filippo Acciaiuoli                             | Teatro di Tordinona, Rzym, 12 lutego 1672      |  |
| La forza dell'amor paterno                     | dramma per musica w 3 aktach i 17 scenach                                  | nieznany                                       | Teatro Falcone, Genua, 10 listopada 1678       |  |
| Le gare dell'amor eroico                       | dramma per musica w 3 aktach                                               | Conte Nicolò Minato                            | Teatro Falcone, Genua, 1 stycznia 1679         |  |
| Il trespolo tutore                             | commedia per musica w 3 aktach                                             | Giovanni Cosimo Villifranchi                   | Teatro Falcone, Genua, 30 lub 31 stycznia 1679 |  |
| Moro per amore (albo Il Floridoro, Il Rodrigo) | opera w 3 aktach                                                           | Flavio Orsini "Filosinavoro"                   | Genua, 1681                                    |  |

Inne dzieła, łączone przez niektóre źródła z Alessandro Stradellą
| Tytuł             | Gatunek                  | Librecista                                     | Miejsce i data pierwszego wykonania                                           |  |
| ----------------- | ------------------------ | ---------------------------------------------- | ----------------------------------------------------------------------------- |  |
| Il Girello        | dramma musicale burlesco | Filippo Acciaiuoli e Giovanni Filippo Apolloni | Teatro di Palazzo Colonna, Rzym, 4 lutego 1668                                |  |
| Scipione Africano | dramma per musica        | Nicolò Miniato i Giovanni Filippo Apolloni     | Wenecja 1664 (1. wersja); Teatro Tordinona, Rzym, 8 stycznia 1671 (2. wersja) |  |

## Traktat
Istnieje również dzieło teoretyczne (zachowane fragmentarycznie) autorstwa Stradelli, podręcznik do nauczania muzyki Libro de Primi Elementi (1694). Zawiera 9 rozdziałów, traktujących m.in. o poszczególnych interwałach.

## Dzieła inspirowane postacią Stradelli
Jego awanturnicze życie i krwawa śmierć wzbudzały spore zainteresowanie w XIX w. i stały się inspiracją dla utworów literackich i muzycznych. Najwybitniejszym z nich jest zapewne grana do dziś opera Friedrich von Flotowa Alessandro Stradella (Hamburg, 1844), w której przedstawia daleką od rzeczywistości romantyczną historię rzekomego ocalenia genialnego muzyka, który swoim śpiewem porusza serce zabójcy.
Należy również wspomnieć opery innych autorów:
- Louis Niedermeyer, "Stradella", opera w pięciu aktach, wystawiona po raz pierwszy w dniu 3 marca 1837 w Académie Royale de Musique w Paryżu (libretto Emile Deschamps i Emiliano Pacini);
- Adolfo Schimon, "Alessandro Stradella", opera w trzech aktach, wystawiona po raz pierwszy 12 lutego 1846 w Teatro della Pergola we Florencji (libretto Leopoldo Cemini);
- Giuseppe Sinico, "Alessandro Stradella", opera w trzech aktach, wystawiona po raz pierwszy 19 września 1863 w Teatro Municipal Lugo di Romagna (Ravenna) (libretto Andrea Codebò);
- César Franck, "Stradella", opera komiczna w trzech aktach (w wersji na głos i dwa fortepiany), wystawiona po raz pierwszy (pośmiertnie) 14 września 1983 na Festiwalu Vivaldiego w Campo di San Beneto w Wenecji (libretto Émile Deschamps i Emiliano Pacini).

Z kolei amerykański pisarz F. Marion Crawford napisał bardzo wyidealizowaną powieść o romansie Stradelli i ucieczce z Wenecji, zatytułowaną Stradella (Macmillan 1909).